# アーマード・コア プロジェクトファンタズマ
『アーマード・コア プロジェクトファンタズマ』 (ARMORED CORE PROJECT PHANTASMA) は、1997年12月4日にフロム・ソフトウェアから発売されたPlayStation用ロボットアクションゲーム・シミュレーションゲーム。『アーマード・コアシリーズ』の2作目である。

## 概要
通称は『PP』（Project Phantasmaから）。時期的には『AC1』とほぼ同時期だが、エンターブレイン刊行の設定資料『アーマード・コア EXTRA GARAGE Vol.1』によると地球暦158年（『AC1』の2年後）である。ただしこの設定では、後述する156年の時点で崩壊したレイヴンズネストが存続している点と、ウェンズデイ機関が（156年に崩壊した）巨大企業からの出資を受けているという設定と矛盾する。
前作では組織間の対立が元凶の依頼があったものの、プレイヤーの情報源はミッション前に提示される情報と不定期に送られるメールから推測するしかなく、主人公のキャラクターも没個性的で明確な目標もなかったが、本作以降はシナリオ面が強化されている。特に今作は相棒やライバルの登場、ウェンズデイ機関という明確な敵の存在など、シリーズを通しても明快なシナリオとなっている。
PS3部作の価格は本作のみ4800円に設定されていた（他2作は5800円）。なおPS one Booksとゲームアーカイブス版では3作とも同じ価格に設定されている。
2025年3月18日から、PlayStation 4版とPlayStation 5版のダウンロード販売が開始された。

## ゲームシステム
データコンバート機能
前作のセーブデータをロードすることで、所持パーツ、機体カラーリング、エンブレム、所持金等を本作に引き継ぐことが可能。但し、次作『MOA』からのコンバートは不可。
PS4/PS5版はセーブデータの仕様上引き継ぎを行うことができないため、前作のパーツや強化人間などで救済処置が追加された。
ミッション
前作よりもストーリーは短くミッション数も少ない（前作が47に対し、本作は17）。ボス戦も追加されたことにより、難易度は全体的に若干高くなっている。
アリーナモード
前作ではAC同士の戦闘を競技として行う『ACバトル』はミッションの一つであり自由に参加できなかったが、今作から『アリーナ』としてミッションから独立し自由に参加が可能となった。
その他
今作のベスト盤からDUALSHOCKの振動機能に対応している。
オペレーターの音声には、日本語に加えて英語が追加された。
新規パーツが追加。パーツのパラメータが若干変更されているが、対戦バランスを崩すパーツが少なくなかったことから、パラメータ修正は次作まで待つことになった。

## ストーリー
「地下複合都市『アンバー・クラウン』に侵入して欲しい」
たったそれだけの文面の依頼を引き受けた主人公は、女性レイヴン・スミカと共にウェンズデイ機関と呼ばれる組織と戦う。この機関は強化人間技術を発展させた兵器「ファンタズマ」を開発していた。そして主人公達はファンタズマ奪取を図るレイヴン・スティンガーと死闘を繰り広げることとなる。

## 登場キャラクター
スミカ・ユーティライネン
声：長沢美樹
主人公に対して依頼を発信した人物。21歳の女性で人種的には日系フィンランド人。スミカは純禾と書くという説もあるが、詳細は不明。
地下都市『アンバークラウン』を拠点として活動するレイヴンで、同都市においては腕利きとして比較的知られた存在。しかしその腕前を理由にウェンズデイ機関によって拉致される。
主人公によって救出された後は彼と共にウェンズデイ機関の研究妨害工作を行っていく事になる。
搭乗機はムラクモ製AC『有明』をベースとした『コーラルスター』。
スティンガー
声：速水奨
ウェンズデイ機関専属のレイヴンであり、ファンタズマ計画の中心人物の1人。27歳の男性で本名は不明。
ファンタズマ計画に強く執着しており、その妨害を図る主人公達とはたびたび衝突し、強い敵愾心を抱いている。
電撃的に任務をこなすことを重視し、『面倒』を何よりも嫌っている。そのためか、台詞の節々にそういった面が見られる。
搭乗機はクローム･マスターアームズ製特殊AC『ヴィクセン』およびプロトタイプファンタズマ、ファンタズマ。ちなみにヴィクセンは『AA』及び『NX』にも登場するが、それぞれ性能が全く異なる。『NX』ではデザインがアレンジされ、この機体のパーツが使えるようになった。

## 登場組織
ウェンズデイ機関
地下複合都市『アンバー・クラウン』を拠点とする研究機関。主に強化人間や無人兵器に対抗する新型兵器システムの技術研究を嘱託されている。作中では『ファンタズマ計画』と呼ばれる兵器開発計画を進めていた。
その背後にはムラクモの出資があり、クロームに比べると上記の兵器システムにおいて遅れを取っていたムラクモがそれを挽回するために設立したといわれる。しかしその一方で、この機関はクロームとも極秘裏に技術協力を行っている。これは背任行為ではあるが、ムラクモ側からは黙認されていた。
最終的には、スミカ達によって全てが明らかになることを危惧した両企業によって壊滅に追い込まれる。

## 用語
ファンタズマ計画
ウェンズデイ機関が推進する新型兵器システム開発計画。人間の身体を機械と直結させる事で従来の強化人間以上の能力を発揮させるというコンセプトの下に推し進められていた（ただし、その際に搭乗者の肉体は大幅な処置を受けるため、結果として肉体の大幅な劣化を招く）。
作中ではこのマンマシンインタフェースを搭載し、計画名をその名に冠した機体『ファンタズマ』が2機登場した。
ファンタズマ
ウェンズデイ機関が開発した新型兵器システムであり、同時にこれを搭載した機体（MT）の名称。作中ではプロトタイプと完成型の2機が登場し、その両方にスティンガーが搭乗した。完成型がいわゆるラスボスであり、いずれも主人公と交戦の末、撃破されている。
その機体構造はACのそれとは全く異なっており、形状も胴体に四肢（とは限らないが）を接続するACとは大きく異なる。MTとして見ても他に類のない形状をしている。また、全長20mとACの3倍強のサイズを誇る（初代3部作のACは約6m）。
2機搭載されたファンジェットエンジンで機体を浮上させ、後部に搭載されたターボファンジェットエンジンを主な推進力とする。武装は機首のプラズマキャノンと機体中央に設置された垂直発射型ミサイルランチャーだが、完成型はこれに加えて大型ミサイルとエスコート・リグと呼ばれる小型自律支援兵器、全周囲エネルギー砲を搭載している。また、プラズマキャノンの威力も向上している。ただしエスコート・リグは設定のみでゲーム中で使用しない。
プロトタイプの機体色は黄色であり、完成型は赤。
完成型との対決ステージにも作戦領域が設定されているためエリアオーバーの可能性がある。
ヴィクセン
クローム・マスターアームズ製の高級量産型AC。量産型ACヴェノムを強化した機体である。
ネスト規格とは異なるクローム独自の機体であり、この機体のパーツをプレイヤーが使用することは出来ない。
同じくクロームのみで運用されるAC"ヴェノム"をベースに改良を施したものであり、本来は社内のエリート部隊のみに配備されている。一介のレイヴンであるスティンガーがこの機体を入手した経緯は作中では明かされていないが、彼のクライアントであり、クロームとの間にパイプを有していたウェンズデイ機関を経由して入手したとされている。
機体構成は軽量2脚型であり、平面的な装甲と極端に長い両腕が特徴。ちなみにマニピュレーターの指の本数は4本である。
固定武装としてコアにプラズマキャノンを内蔵し、20mmマシンガンとシールドを携行する。マシンガンはグレネードランチャーを銃身下部に備えており、シールドには対実弾／対エネルギー弾用の防御スクリーン展開機能と2本のプラズマトーチを備えている。ただし、作中ではマシンガンの代わりにレーザーライフルを装備し、プラズマキャノンも使用しない。
ACとして初めてシールドを装備した機体であるがプレイヤーは利用できない（エネルギースクリーンは2、物理的な盾はサイレントラインから）。
『AA』においてファンサービスとして復活を果たした際は、これとはまた別の機体となっている。『NX』に関してはパーツがリメイクされ、プレイヤーも使用可能となっているが、デザインや仕様に若干の変更が加えられている。
陽炎
ムラクモ・ミレニアムの精鋭部隊に配属される高性能AC。標準コアを中心に、全体的に機動性を重視した設計となっており、主に強行偵察や奇襲攻撃に使用される。
頭部以外のパーツがコーラルスターと似ている。